# جوديث س. هيريرا
جوديث س. هيريرا (بالإنجليزية: Judith C. Herrera)‏ هي قاضية ومحامية أمريكية، ولدت في 1954 في شيكاغو في الولايات المتحدة.